# Kurzia herzogiana
Kurzia herzogiana là một loài rêu tản trong họ Lepidoziaceae. Loài này được (Stephani) R.M. Schust. mô tả khoa học lần đầu tiên năm 2000.